# Софьинка (Аннинский район)
Софьинка — село в Аннинском районе Воронежской области России.
Входит в состав Васильевского сельского поселения.

## Население
| 1859 | 1897 | 2000 | 2005 | 2010 |
| ---- | ---- | ---- | ---- | ---- |
| 398  | ↗630 | ↘257 | ↘242 | ↘191 |

## География

### Улицы
- ул. Боброва,
- ул. Полевая,
- ул. Придача,
- ул. Прудная.